# Santerre
Pour les articles homonymes, voir Santerre (homonymie).
Le Santerre est une région naturelle de France situé au cœur de la Picardie, entre la Somme et l'Oise, dans l'actuelle région Hauts-de-France.
Situé entre Amiens et Saint-Quentin, le Santerre est un territoire couvrant une superficie d'environ 3 000 km2, incluant 242 communes et peuplée d'environ 106 489 habitants.
Encore couverte de forêts au début du Moyen Âge, cette région a ensuite été très largement déboisée pour l'agriculture.
Éternelle zone de passage, à la fois proche de la capitale Paris[Laquelle ?] et région frontière avec la Belgique[De quoi ?] jusqu’en 1659, elle est dans l’histoire de la Picardie étroitement liée au destin de la France.
Le Santerre, terre de rois[évasif], a subi les invasions des Romains, des Huns, des Francs, des Normands et des Flamands. La région a enduré les guerres de Cent Ans (1337-1453), de Religion (1562-1598), de Trente Ans (1618-1648), et fut le théâtre de combats décisifs durant la Première Guerre Mondiale.

## Géographie
Le Santerre est un plateau situé à l'est du département de la Somme (de manière schématique et simplifiée), entre les vallées de la Somme (limites nord et est), de la Luce (limite ouest) et de l'Avre (limite sud).
L’Avre est une rivière qui prend sa source au sud de la Somme (au sud d’Amy, dans l’Oise) et conflue avec la Somme à Camon près d'Amiens. La Luce est une rivière qui prend sa source à Caix (Somme) et conflue avec l’Avre près de Berteaucourt-lès-Thennes, à Thézy-Glimont.
L'essentiel du Santerre est situé sur un plateau crayeux. La partie supérieure de cette craie a été déposée au Crétacé supérieur sénonien dans ce qui était une mer tropicale. Localement, le plateau crayeux est recouvert de sables, de marnes, de calcaires ou d'argiles déposées au cénozoïque ou encore d'une couche épaisse de limons déposés au quaternaire. Le Santerre est d'ailleurs réputé pour ses limons fertiles. L'eau de la nappe phréatique est contenue dans l'argile et la craie d'époque crétacée et « remonte » par capillarité dans le limon. L'épaisseur de la couche de craie du Santerre est évaluée à 300 à 400 m. Le limon, par nature ne s’effondre pas sur lui-même, mais se tasse et se transforme en boue lors d'inondations, la terre humide « collant aux chaussures et au corps », comme cela a été le cas pour les Poilus ou les Tommies de la Première Guerre mondiale.

## Économie
La région qui vit naître Antoine Parmentier (enfant de Montdidier) est réputée pour son agriculture intensive (céréales, betterave, pomme de terre). L'industrie agro-alimentaire y est particulièrement présente avec des sucreries, comme à Roye et Eppeville, des conserveries (Bonduelle) et le traitement du glucose à Nesle.
Les remembrements et concentrations de terres cultivées y ayant été plus précoces et plus intensifs (conséquences de la Première Guerre mondiale puis, bien plus tard, de l'ouverture de l'autoroute A1) que dans les autres régions du département ayant pu préserver plus longtemps un aspect de bocage, son image de morne plaine, monotone et ennuyeuse, est encore assez pesante.
Cette réputation négative de paysage plat, uniquement agricole et « bêtement » utilitaire (absence de beaux villages anciens pour cause des destructions totales de la Première Guerre mondiale) a encore été renforcée par la gare TGV Haute-Picardie, surnommée par dérision la gare des betteraves au milieu des années 1990, lors de la création de la ligne TGV-Nord ; néanmoins, cette gare située sur les communes d'Ablaincourt-Pressoir et d'Estrées-Deniécourt (canton de Chaulnes), dont l'activité ne cesse de s'amplifier, permet les liaisons de toute la zone située entre Amiens et Saint-Quentin avec Paris (Roissy), Lille, Bruxelles et l'ensemble de la France grâce au contournement de Paris via la gare de Marne-la-Vallée / Chessy ; une liaison avec Londres est également possible par Eurotunnel, après avoir rejoint Lille ou Paris.
Autour de cette gare et aussi en raison de la présence de deux autoroutes à proximité (axe nord-sud avec l'A1 et axe est-ouest avec l'A29), une zone d'activité agro-industrielle (e.g. Panavi, la Vermandoise) et de services (e.g. Maia-Sonnier pour les travaux publics, et Irisbus pour l'entretien de bus) s'est progressivement mise en place.
Il peut aussi être rappelé que le projet d'implantation d'un aéroport international (abusivement désigné le troisième aéroport parisien) fut vivement combattu dans les années 2001 et 2002 par des élus et la population concernée :
- les nuisances liées au trafic aérien intensif inquiétaient ;
- la perte de dizaines de milliers d'hectares de terres agricoles aussi fertiles était considérée comme un gâchis ;
- la suppression de « sites de mémoire » par le déplacement envisagé de nombreuses tombes de soldats ayant versé leur sang pour et sur cette terre choquait profondément (et a alerté les gouvernements australien, canadien et britannique, les concessions ayant été attribuées ad vitam aeternam) ;
- sans parler de problèmes de préservation de l'environnement car ce projet aurait imposé de doubler la ligne TGV avec Paris-Nord ;
- ni évoquer la probable décroissance du trafic aérien à terme, celui-ci s'appuyant uniquement sur une ressource énergétique fossile (le pétrole) dont l'épuisement total est très prochain (échéance 2050 ou 2070, à réévaluer en fonction de la réestimation permanente des réserves et de l'évolution de la consommation mondiale).

On a ainsi vu pendant des mois des frontons de mairies décorés de larges banderoles et, quelques années plus tard, il n'était pas rare de trouver encore des panneaux restés fixés à l'entrée de quelques localités ou quelques slogans de protestation peints sur des murs.
La région attend en revanche beaucoup du projet de canal à grand gabarit Seine-Nord Europe, destiné à relier à compter de la fin des années 2010 les bassins de la Seine et de l'Escaut puis du Rhin, pour lequel les travaux de creusement ont débuté à compter de 2012 ; ce canal devrait suivre un itinéraire proche de l'actuel canal du Nord ; deux plates-formes portuaires multimodales sont prévues dans le Santerre : celles de Nesle et de Péronne Haute-Picardie, lesquelles plates-formes devraient aussi drainer une activité industrielle liée à l'agriculture ou, comme envisagé, à la production d'énergie issue de l'exploitation de la biomasse (plantes ou débris d'origines agricole ou sylvicole).
Mais, en 2012-2013, le projet est en cours de réévaluation en liaison avec la Commission européenne, le financement complet du projet par la France s'avérant difficile.

## Toponymie
Certains historiens pensent que le nom de Santerre – de Sanguinis Terra – aurait été donné à cette région après le carnage, l'effusion de sang (« sang qui s'est abondamment écoulé sur la terre »), qu'il y eut entre les troupes de Mérovée et les Huns d'Attila en 451, dans les plaines situées au nord de Rosières-en-Santerre, à l'est de Lihons.
D'autres historiens pensent que le nom de Santerre signifie Sana Terra (terre saine), car il s'agit d'une des terres (limons) les plus fertiles de France.

## Histoire du Santerre

### Antiquité
Avant la colonisation romaine, la région est une plaine partiellement occupée par des marais où vivent deux tribus gauloises, les Ambiani (d'Amiens) et les Veromandui (de Vermand) au Nord du territoire peuplé par les Bellovaques (de Beauvais).
Les Romains aménagent, depuis Amiens et en direction de Saint-Quentin, une voie romaine, rectiligne (assez à l'écart au Sud et sur la rive gauche de la Somme, jusqu'au niveau de Péronne).
En 451, les Huns d'Attila envahissent la  Gaule romaine.

### Moyen Âge
Après 500, l'invasion des Francs et la conversion de Clovis au christianisme, son fils Clotaire, époux vers 538 de Radegonde, princesse de Thuringe, offre à celle-ci une résidence à Athies, à une dizaine de kilomètres de Péronne, ville où est enseveli saint Fursy, moine irlandais venu évangéliser la région.
En 929, le roi Charles III le Simple, en captivité depuis 6 ans au château de Péronne, y meurt et y est inhumé, dans l'église St-Fursy.
En 1435, Charles VII cède à Philippe le Bon, duc de Bourgogne, les villes de Péronne, Roye et Montdidier.
En 1468, Louis XI est retenu prisonnier dans le château de Péronne par Charles le Téméraire, le célèbre duc de Bourgogne, dans le but d'extorquer au roi de France un traité désavantageux et de le faire participer à une campagne contre la ville de Liège, mais Louis XI dénoncera ce traité deux ans plus tard.
Dans la deuxième moitié du XVe siècle, les villes de Nesle et Roye sont le théâtre d'affrontements répétés entre Louis XI et les Bourguignons, ainsi que Montdidier qui est incendié par ces derniers.

### Époque moderne
Dans la première moitié du XVIe siècle, si Péronne réussit à résister au siège de l'armée de Charles Quint menée par le comte de Nassau, prince d'Orange, Nesle et Roye sont cette fois incendiées à leur tour.
En 1576, Jacques d'Humières, gouverneur de Péronne, refuse de remettre la ville aux protestants et, avec l'appui de seigneurs des environs (selon un manifeste qu'ils préparent en commun au château d'Happlaincourt et qu'ils signent ensuite à Péronne en juin 1576), lance un appel aux princes et prélats du royaume, afin de rétablir la religion catholique et « l’obéissance de Sa Majesté » : il s'agit de l'acte de création de la première Ligue, ou Sainte Ligue, aussi appelée Ligue Catholique). Le château d'Happlaincourt, en ruines depuis la Première Guerre mondiale, est situé sur la commune de Villers-Carbonnel, en bordure du Canal du Nord de nos jours, aux confins de la commune de Brie.
En 1641, et ce depuis 1524, la seigneurie puis principauté (en 1612) de Monaco est soumise à l'Espagne (cette dernière étant en guerre contre la France depuis 1635) mais souhaiterait revenir dans le camp français. Pour favoriser cette sécession, le cardinal de Richelieu, en résidence à Péronne, élabore le 14 septembre 1641 le traité de Péronne faisant de Monaco une principauté sous protectorat français et, avec l'accord de Louis XIII, le fait remettre à Honoré II Grimaldi. Honoré II le lui retourne dûment revêtu de son accord, devenant de la sorte le premier prince souverain de Monaco sous protectorat français.

### Époque contemporaine
Après la Révolution, au tout début du XIXe siècle, le célèbre bagnard devenu chef de la Sûreté, Vidocq, réside le temps d'une enquête près de Rosières pour arrêter à Berny le 26 février 1820 une bande de « chauffeurs » qui sévissent dans le Santerre en torturant leurs victimes, des "voyageurs au long cours", sinon des personnes quelque peu fortunées des environs, pour leur extorquer leurs économies et souvent les assassiner ensuite. Cette bande est menée par la « Louve de »Rainecourt, une certaine Prudence Pezé, native d'Harbonnières, tenant une auberge sur la commune de Rainecourt, près de la chaussée Brunehaut, actuelle D1029 (ex-RN29, voie rectiligne assurant la liaison entre Amiens et Saint-Quentin). C'est en général, après s'être arrêtés à l'auberge, que les voyageurs sont suivis puis détroussés. Après un procès à Amiens, la Louve et deux de ses complices sont guillotinés le 17 octobre 1820 à Rosières-en-Santerre en un endroit situé à la croisée de chemins de terre, formant une petite place, et ce lieu en a gardé le nom de « Guillotine » ; il se trouve entre les communes de Rosières et Vrély et un calvaire y a été installé depuis. Une autre bande de « chauffeurs » est exécutée au même endroit et de la même manière le 31 décembre 1857.
En 1846, le futur empereur des Français et neveu de Napoléon Ier, Louis-Napoléon Bonaparte, incarcéré depuis 1840 pour cause de tentative de putsch bonapartiste, parvient à s'échapper du fort de Ham, déguisé en maçon et portant une échelle.
En 1865, la ligne de chemin de fer Amiens-Tergnier-Laon, qui dessert les bourgades de Rosières-en-Santerre, Chaulnes, Nesle et Ham, est mise en service.

#### Première Guerre mondiale
La bataille de la Somme déclenchée le 1er juillet 1916 par un assaut conjoint des troupes britanniques et françaises notamment dans le Santerre, est la plus grande et la plus sanglante des batailles de l'histoire après l'opération Barbarossa — attaque de l'URSS en juin 1941 rompant le pacte de non-agression entre les alliés de l'époque, Hitler et Staline — et l'offensive Broussilov (attaque russe contre l'empire austro-hongrois en Ukraine en 1916) : la bataille de la Somme s'achève le 18 novembre 1916 avec un bilan de plus de 430 000 morts et de plus d'un million de victimes en tout, essentiellement britanniques, allemandes et françaises.
D'autres combats importants se déroulent sur ce sol durant l'année 1918 jusqu'à la fin des hostilités le 11 novembre, avec notamment un appui important du contingent australien (parmi les troupes britanniques, canadiennes, américaines et françaises), lequel contingent australien participe de façon déterminante au dégagement d'Amiens en contre-attaquant à partir de Villers-Bretonneux. Il libère ensuite la ville de Péronne (et la zone entre Péronne et Lihons) et achève son avancée dans les lignes allemandes (« ligne Hindenburg ») au nord-est de Saint-Quentin dans l'Aisne.
Placé au cœur des combats meurtriers durant toutes ces années, le Santerre a vu ses villes et villages rasés, ses terres fertiles et ses forêts labourées pas des millions d'obus, ses archives anciennes brûlées lors de l'incendie de Péronne.

#### Entre-deux-guerres
La paix revenue, le temps de la reconstruction nécessaire arrive, des bâtiments faits de briques rouges s'élèvent en remplacement des maisons et fermes de jadis — qui étaient pour partie en charpente et paillis — en même temps qu'est aménagée la multitude de cimetières militaires peuplés au total de centaines de milliers de croix ou stèles blanches — respectivement pour les soldats français ou de l'Empire britannique, les « tombes de guerre du Commonwealth » — ou encore de croix grises ou noires — pour les soldats allemands — au milieu des champs progressivement remis en culture, après les indispensables opérations de terrassement et aplanissement.

#### Seconde Guerre mondiale
Lors de l’offensive allemande le 10 mai 1940, le 22e régiment de marche de volontaires étrangers (22RMVE ou parfois 22REMVE avec un « E » supplémentaire pour « engagés ») reçoit pour mission de protéger les boucles de la Somme, au sud de Péronne. Du 22 au 29 mai, pendant l’offensive sur Berny-en-Santerre et Villers-Carbonnel, le régiment résiste bien, mais éprouvé par de lourdes pertes, le 22 RMVE s’installe sur une ligne de défense Fresnes-Mazancourt, Misery et Marchélepot. Le 5 juin, les Allemands lancent une attaque massive. Encerclé, bombardé, le 22 RMVE résiste à toutes les attaques, les bataillons tombent les uns après les autres, ses hommes terminent le combat au corps à corps à Marchélepot, refusant les offres de reddition. Deux mille hommes sont hors de combat. Le courage et la bravoure des engagés volontaires n'ont pas été inutiles.
Le chef des troupes allemandes a déclaré au commandant Hermann, chef de corps : « Vous vous êtes magnifiquement défendus, vous nous avez causé beaucoup de pertes, vous avez retardé notre marche et vous nous avez forcé à utiliser des renforts que nous n’avions pas l’intention de mettre en ligne contre vous ».
Deux monuments aux morts sont dédiés au 22e régiment de marche de volontaires étrangers : l’un à Fresnes-Mazancourt, l'autre à Marchélepot.

## Pour approfondir

### Art et culture
- Fresque historique du Pays Santerre par Armand Langlois réalisée en 2006 à la demande du conseil régional de Picardie et de l'ADES sur des travaux de recherche de Janie Langlois. Réalisée dans le souterrain de la gare TGV Haute-Picardie elle mesure 60 m de long et ne devait à l'origine qu'évoquer la Grande Guerre. Un phylactère retrace tous les grands moments de l'histoire de la région. Cette fresque est à l'origine du regain d'intérêt pour le pays du Santerre et son histoire.